# Tieralplistock
Il Tieralplistock (3.382 m s.l.m.) è una montagna delle Alpi Urane (nelle Alpi Bernesi).

## Descrizione
Si trova in Svizzera tra il Canton Berna ed il Canton Vallese. Dal versante orientale della montagna prendono forma due ghiacciai: il Ghiacciaio del Rodano ed il Ghiacciaio di Trift.